# Tillandsia bourgaei
Tillandsia bourgaei es una especie de planta epífita dentro del género Tillandsia, perteneciente a la  familia de las bromeliáceas. Es originaria de México.

## Descripción
Es una planta epífita que alcanza un tamaño de hasta 70 cm en flor. Hojas de 40-65 cm; vainas 3-7 cm de ancho, castaño pálido a castaño-púrpura, densamente púrpura a ferrugíneo lepidotas; láminas 3-4.5 cm de ancho, frecuentemente finamente nervadas, densamente cinéreo lepidotas, triangulares, atenuadas. Escapo 26-30 cm; brácteas foliáceas mucho más largas que los entrenudos. Inflorescencia 1-pinnado compuesta; brácteas primarias 19-43 cm, mucho más largas que las espigas inferiores, foliáceas, las vainas c. 5 cm, regularmente más de la mitad de la longitud de la espiga, raramente más largas; espigas 7-9 cm, subpatentes a ascendentes, con 10-14 flores. Brácteas florales 3-4 cm, casi tan largas a más largas que los sépalos, (3-)4-5 veces la longitud de los entrenudos, imbricadas, erectas a divergentes, patentes en la fructificación, fuertemente carinadas, lisas, esparcidamente subpatente cinéreo lepidotas, coriáceas. Flores sésiles; sépalos de 3 cm, lisos, carinados, esparcidamente cinéreo lepidotas, los 2 posteriores connatos por menos de la mitad de su longitud, libres del sépalo anterior.

## Cultivar
- Tillandsia 'Aristocrat'

## Taxonomía
Tillandsia bourgaei fue descrita en 1891 por John Gilbert Baker en Journal of Botany, British and Foreign 25: 278.

### Etimología
Tillandsia: nombre genérico dado por Carlos Linneo en 1738 en honor al médico y botánico finlandés Dr. Elias Tillandz (1640-1693)
bourgaei: epíteto

### Sinonimia
- Tillandsia cylindrica S.Watson
- Tillandsia mexiae L.B.Sm.
- Tillandsia strobilifera E.Morren ex Baker[2][3]